# Institut für jüdische Geschichte Österreichs
Das Institut für jüdische Geschichte Österreichs (INJOEST) wurde 1988 auf Betreiben des Wiener Historikers Klaus Lohrmann als Institut für Geschichte der Juden in Österreich in St. Pölten gegründet und wird durch einen gleichnamigen Trägerverein getragen. Es dient der Erforschung von Geschichte und Kultur der Juden in Österreich seit dem Mittelalter.

## Organisation und Geschichte
Das Institut hat seinen Sitz im Kantorhaus der ehemaligen Synagoge in St. Pölten, welche heute eine Gedenkstätte ist. Der einstige Synagogenraum wird noch für Veranstaltungen genutzt. Mehrere wechselnde Ausstellungen sind in den Räumlichkeiten untergebracht. Zu den Dauerausstellungen gehören: „Bei uns war ein wirklich jüdisches Leben“, „Gott und Kaiser“ und „… es gab so nette Leute dort“. Darüber hinaus existiert ein „Lernort Ehemalige Synagoge St. Pölten“. 
2008 erfolgte die Umbenennung in Institut für jüdische Geschichte Österreichs. Seit 2011 ist es mit dem Institut für Österreichische Geschichtsforschung verbunden. Es beschäftigt neben der Direktion und einem Sekretariat etwa acht Mitarbeiter. Das Institut ist Mitglied in der Arbeitsgemeinschaft für Jüdische Studien in Österreich (AGJÖ), welche 2011 gegründet wurde.
Förderungen erfolgen u. a. durch das Bundesministerium für Wissenschaft und Forschung, das Land Niederösterreich, Wien, St. Pölten, das Bundeskanzleramt, den Fonds zur Förderung der wissenschaftlichen Forschung, den Nationalfonds der Republik Österreich für Opfer des Nationalsozialismus, den Zukunftsfonds der Republik Österreich und die Rothschild Foundation Europe.

## Leitung
Der Historiker Günther Hödl, ehemals  Rektor der Universität Klagenfurt, war lange Zeit Präsident des Trägervereins.
Derzeit ist die Historikerin Martha Keil, von 1995 bis 2004 stellvertretende Direktorin, Direktorin des Instituts. Sie löste damit den Gründungsdirektor und Historiker Klaus Lohrmann ab, der das Institut seit 1988 leitete.

## Publikationen
Von 1991 bis 2003 sind anlässlich der Sommerakademien die Sommerakademie-News erschienen, seitdem ist das Institut Herausgeber der jährlichen Zeitschrift Juden in Mitteleuropa (vormals: Juden in Österreich). Seit 2011 geben Albert Lichtblau und Eleonore Lappin im Auftrag des Instituts die Reihe Spuren in der Zeit heraus. Mit der Buchreihe Augenzeugen berichten liegen sechs Bände vor, zuletzt beim Böhlau Verlag veröffentlicht. Darüber hinaus werden durch Unterstützung des Instituts allgemeine Forschungen vorangetrieben u. a. das Standardwerk Geschichte der Juden in Österreich sowie Studien- und Tagungsbände und Regional- und Städtegeschichte.

## Auszeichnungen
- 2018: Wissenschaftspreis des Landes Niederösterreich – Würdigungspreis[2]